# ورانانی
ورانانی (به لاتین: Vraňany) یک منطقهٔ مسکونی در جمهوری چک است که در شهرستان میلنیک واقع شده‌است.
 ورانانی ۹٫۶۸ کیلومتر مربع مساحت و ۸۸۱ نفر جمعیت دارد و ۱۶۸ متر بالاتر از سطح دریا واقع شده‌است.